# Bohdanivka, Koreț
Bohdanivka (în ucraineană Богданівка) este un sat în comuna Brîkiv din raionul Koreț, regiunea Rivne, Ucraina.

## Demografie
Componența lingvistică a localității Bohdanivka
     Ucraineană (99,67%)
     Alte limbi (0,33%)
Conform recensământului din 2001, majoritatea populației localității Bohdanivka era vorbitoare de ucraineană (99,67%), existând în minoritate și vorbitori de alte limbi.